# Buenos Aires
Buenos Aires je hlavní a se třemi miliony obyvatel zároveň i nejlidnatější město Argentiny. Celá aglomerace, tzv. Gran Buenos Aires, pak čítá zhruba 15 milionů obyvatel. Město má rozlohu 203 km² a rozkládá se na středovýchodě státu na břehu řeky Río de la Plata. Název „Buenos Aires“ lze přeložit jako „dobré větry“ nebo „dobré povětří“.
Buenos Aires je multikulturní město, které je domovem příslušníků mnoha etnik a náboženství, což přispívá k jeho kultuře a také to ovlivňuje dialekt, kterým se ve městě a v některých dalších částech země mluví. Od 19. století je město a i celá země cílem milionů přistěhovalců z celého světa. Buenos Aires je považováno za jedno z nejpestřejších měst Ameriky. Je známé svou zachovalou evropskou architekturou a bohatým kulturním i sportovním životem.
Podle agentury World Travel & Tourism Council roste ve městě od r. 2002 cestovní ruch. V průzkumu cestovní a turistické publikace Travel + Leisure Magazine zvolili návštěvníci Buenos Aires druhým nejžádanějším městem k návštěvě hned po italské Florencii. V roce 2008 navštívilo město odhadem 2,5 milionu návštěvníků.

## Historie
V místě dnešního Buenos Aires se nacházela osada, kterou v roce 1536 založili Španělé. Ti ji pojmenovali „Real de Nuestra Señora Santa María del Buen Ayre“ (Přístav naší Nejsvětější Panny Marie dobrého větru) podle Madony z Bonarii na italské Sardinii. Španělští zakladatelé osady se ale brzy dostali do konfliktů s domorodými indiány a nakonec byli přinuceni k opuštění této oblasti. V roce 1541 na útěku osadu vypálili a kontrolu nad územím získali opět indiáni. V roce 1580 se sem kolonizátoři vrátili a na místě vypálené osady nechali postavit město Ciudad de la Trinidad, y Puerto de Santa Maria del Buen Aire (česky Město Nejsvětější Trojice a přístav Nejsvětější Panny Marie dobrého větru). Při porovnání s dnešním velkoměstem toto městečko vypadalo uboze. V roce 1606 mělo pouhých 600 obyvatel. Tento stav byl způsoben mimo jiné i tím, že v okolí se nenacházely žádné vidiny zisku pro Španělsko.  Osada proto byla mimo zájem španělského krále. Významnější funkci město získalo až v roce 1776, když se stalo hlavním městem španělského místokrálovství Río de la Plata. Od roku 1816 mělo status hlavního města Spojených provincií La Platy a v roce 1826 se stalo hlavním městem Argentinské konfederace. V roce 1880 se Buenos Aires stalo hlavním městem nově vzniknuvší samostatné Argentiny. V roce 1913 byla do provozu dána první linka metra.
V červenci 1994 se město stalo dějištěm nejhoršího teroristického činu v dějinách země – při útoku na židovské centrum Asociación Mutual Israelita Argentina (AMIA) zde zahynulo 85 lidí.

## Poloha a podnebí
Buenos Aires se nachází na východě Jižní Ameriky na pobřeží Atlantského oceánu. Leží na 34. stupni jižní zeměpisné šířky, zhruba na stejné úrovni jako Sydney nebo Kapské Město, v nadmořské výšce asi 25 m. Je to nejdůležitější argentinský přístav. Je položen při společném ústí řek Uruguay a Paraná. Vlivem oceánu je zde mírně vlhké subtropické podnebí. Vzhledem k tomu, že se město nachází v oblasti, kudy procházejí větry Pampero a Sudestada, je počasí díky těmto kontrastním vzduchovým hmotám proměnlivé. Léta jsou obvykle velmi horká, průměrná teplota se v období od prosince do března pohybuje něco pod 25 °C. Vlny veder jsou během léta běžné. Většina veder má však krátké trvání (méně než týden) a po nich následuje studený, suchý vítr Pampero, který přináší prudké a intenzivní bouřky následované nižšími teplotami. Zimy jsou vlhké, teplota však neklesá nízko. V období od června do srpna se průměrné teploty pohybují kolem 10 °C, jen výjimečně méně. Vyskytují se časté mlhy. Roční úhrn srážek činí 1 005 mm. Převládajícím typem krajiny v okolí města je pampa.

## Členění města
Město je administrativně rozděleno do 48 barrios (čtvrtí). Toto rozdělení vychází z katolických parroquias (farností). Novější dělení rozdělilo město na 15 comunas (komun).
Čtvrtěmi jsou Agronomía, Almagro, Balvanera, Barracas, Belgrano, Boedo, Caballito, Chacarita, Coghlan, Colegiales, Constitución, Flores, Floresta, La Boca, La Paternal, Liniers, Mataderos, Monte Castro, Monserrat, Nueva Pompeya, Núñez, Palermo, Parque Avellaneda, Parque Chacabuco, Parque Chas, Parque Patricios, Puerto Madero, Recoleta, Retiro, Saavedra, San Cristóbal, San Nicolás, San Telmo, Vélez Sársfield, Versalles, Villa Crespo, Villa del Parque, Villa Devoto, Villa General Mitre, Villa Lugano, Villa Luro, Villa Ortúzar, Villa Pueyrredón, Villa Real, Villa Riachuelo, Villa Santa Rita, Villa Soldati, Villa Urquiza.

## Zajímavá místa
Nejoblíbenější turistická místa se nacházejí v historickém jádru města, konkrétně ve čtvrtích Montserrat a San Telmo. Mezi nejdůležitější lokality patří náměstí Plaza de Mayo. Na východ od náměstí je Casa Rosada, oficiální sídlo výkonné složky argentinské vlády. Na severu Metropolitní katedrála a budova Banco de la Nación Argentina. Na západ od náměstí je budova Národního muzea Cabildo. Konečně na severozápadě je radnice. Od Plaza de Mayo se v délce 1,5 km táhne třída Avenida de Mayo až k náměstí Plaza del Congreso. Na tomto náměstí se nachází budova Congreso de la Nación (Národní shromáždění) a pomník Dvou kongresů (Monumento a los dos Congresos).
Rozsáhlou sbírku argentinského i evropského umění vystavuje Národní muzeum výtvarného umění, současné umělce vystavuje Muzeum moderního umění Buenos Aires, užité umění pak Národní muzeum dekorativního umění. Velmi zajímavým místem je hřbitov Cementario de la Recoleta. Za návštěvu určitě stojí také čtvrť Palermo, kde je botanická a zoologická zahrada, planetárium, dostihová dráha, hřiště na pólo a růžový sad.

Nejznámějším symbolem metropole je obelisk nacházející se v ulici Avenida 9 de Julio. Oblíbeným místem turistů jsou čtvrti San Telmo a La Boca, kde mimo jiné sídlí nejslavnější argentinský fotbalový klub, CA Boca Juniors. Buenos Aires má více než 250 parků a zelených ploch. Nejvíce jich najdeme na východní straně města ve čtvrtích Puerto Madero, Recoleta, Palermo a Belgrano. Přesto je množství zeleně 2 m² na osobu nedostatečné – dle WHO má být alespoň 9 m². 

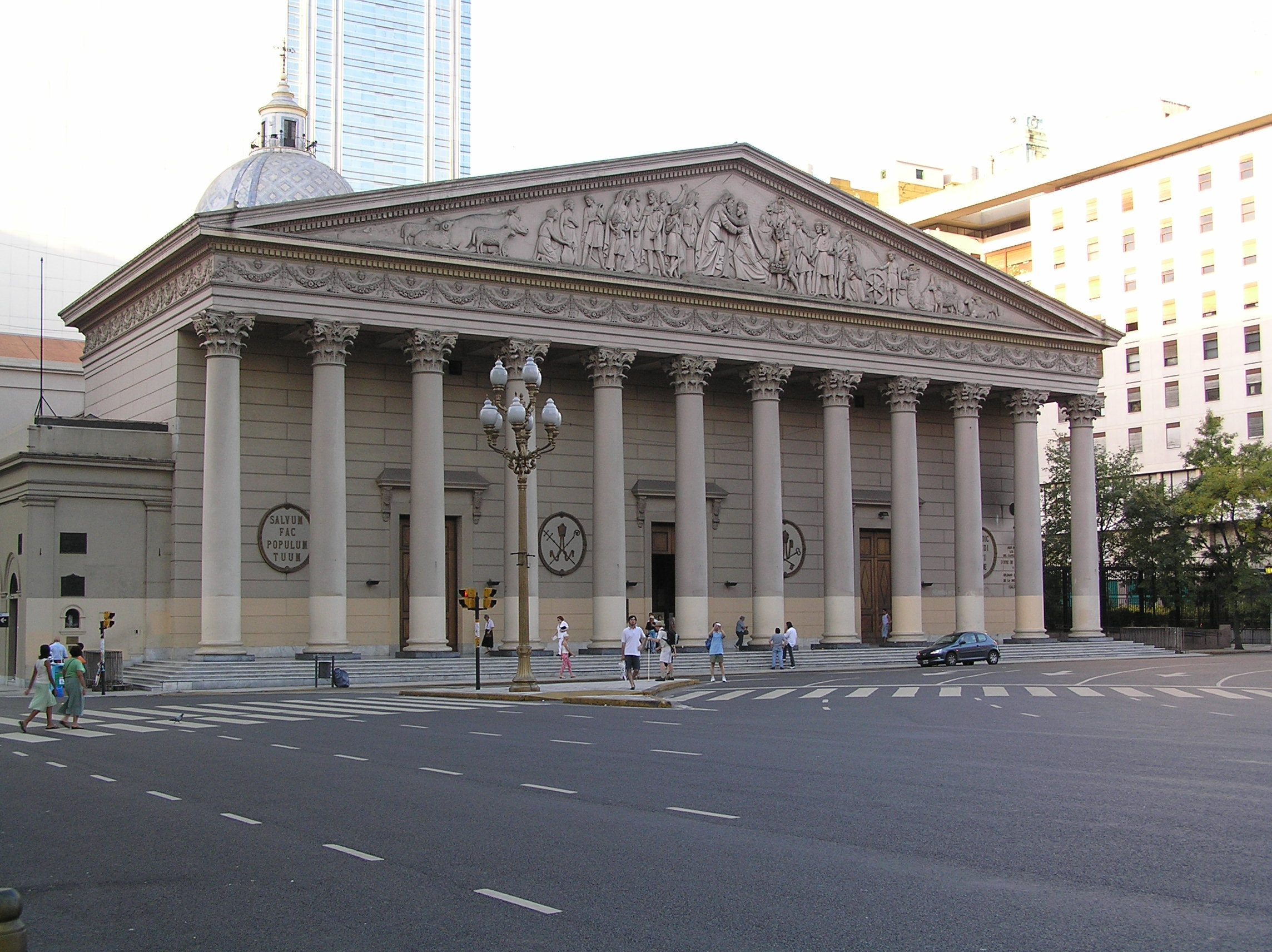
Metropolitní katedrála v Buenos Aires - hlavní katolický kostel
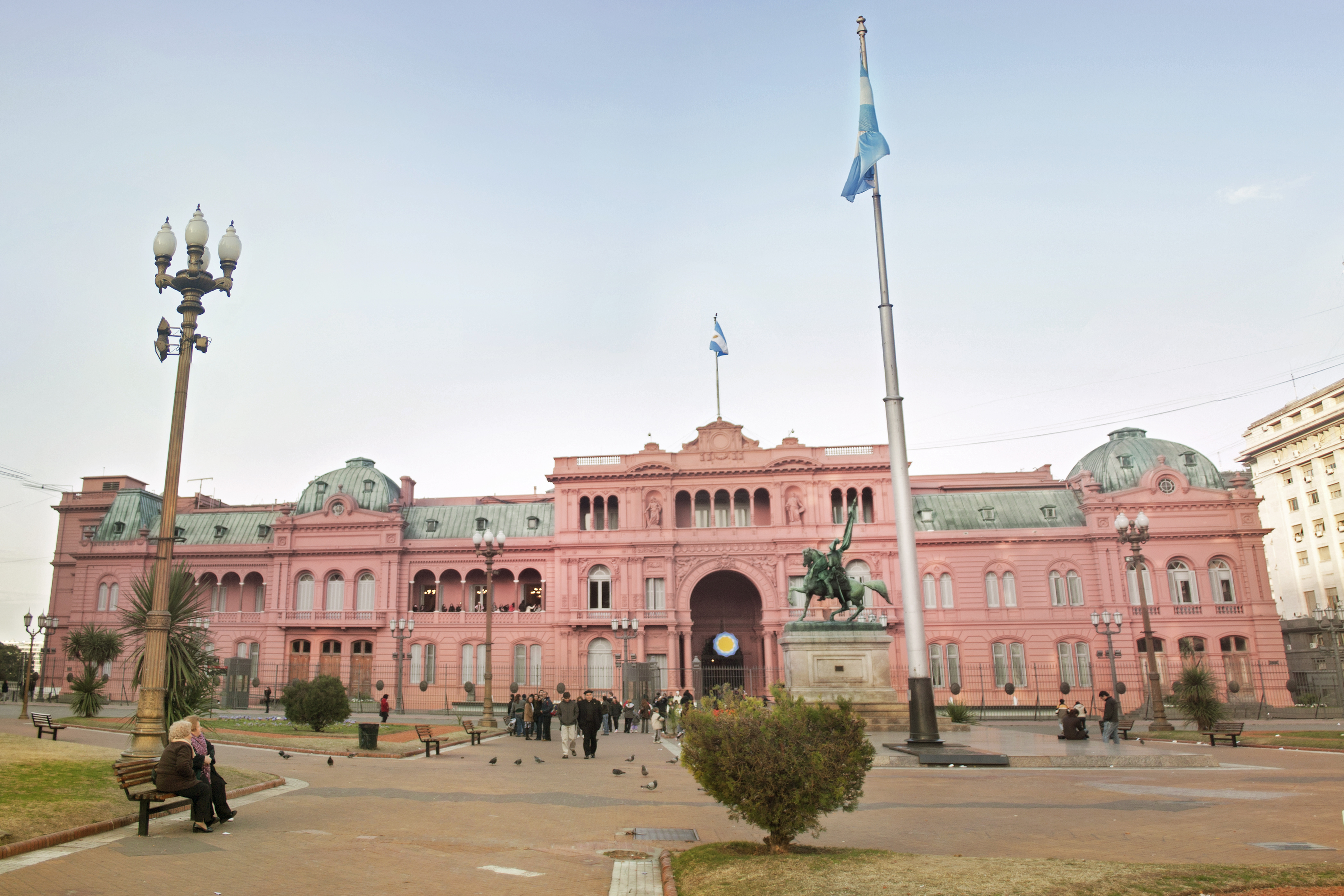
Casa Rosada - sídlo vlády
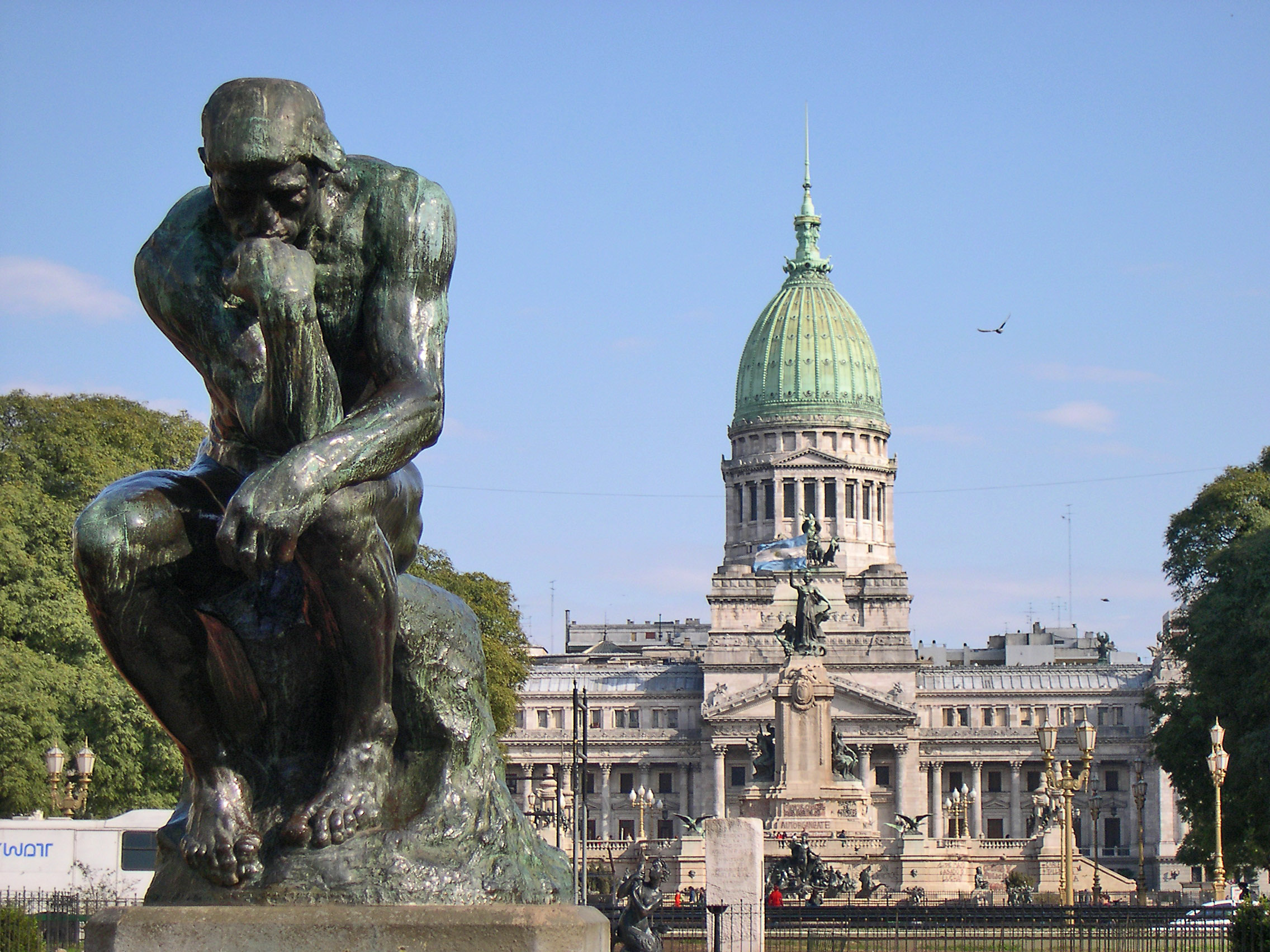
Palác argentinského Národního kongresu se sochou Myslitel
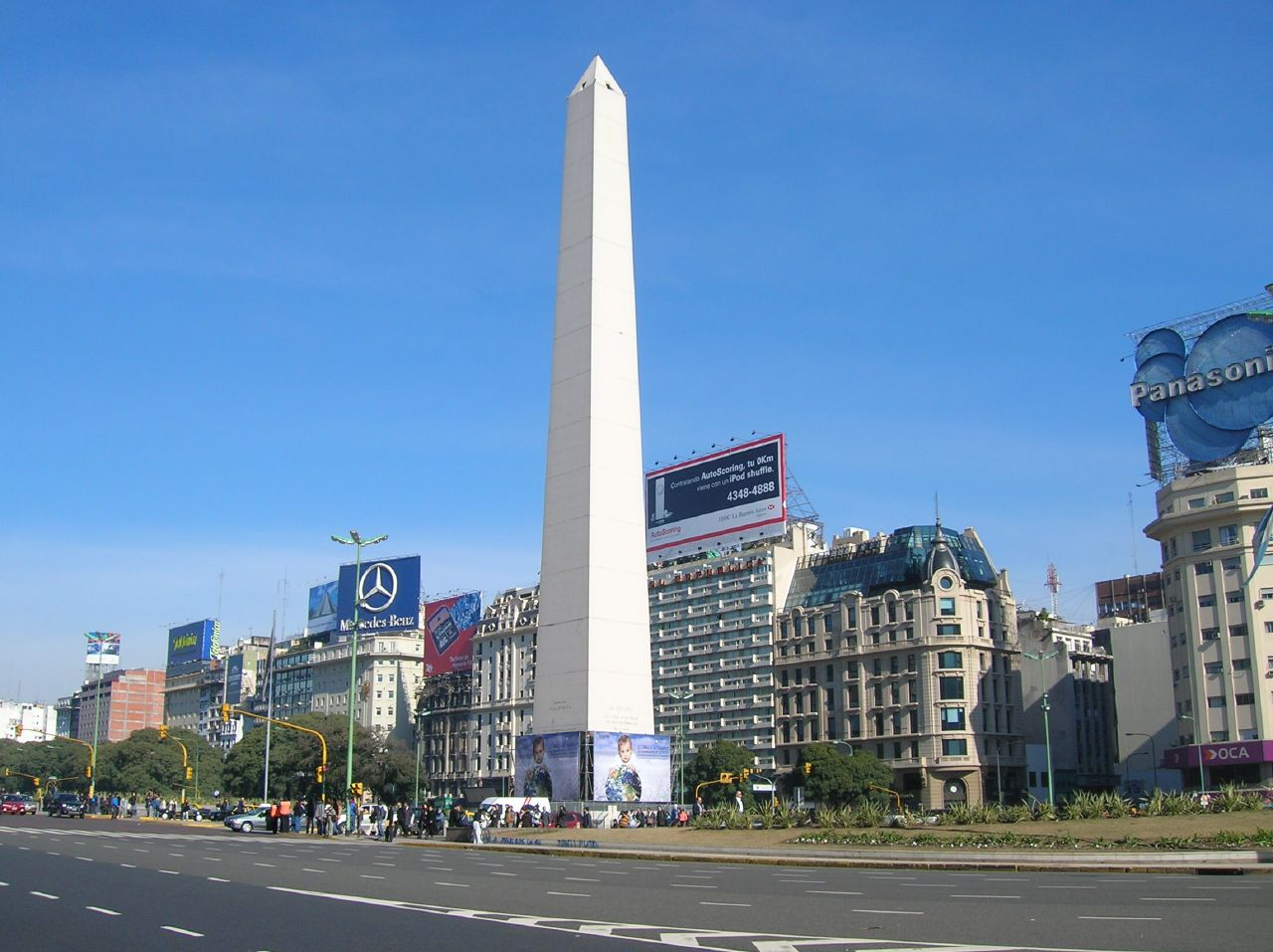
Obelisk
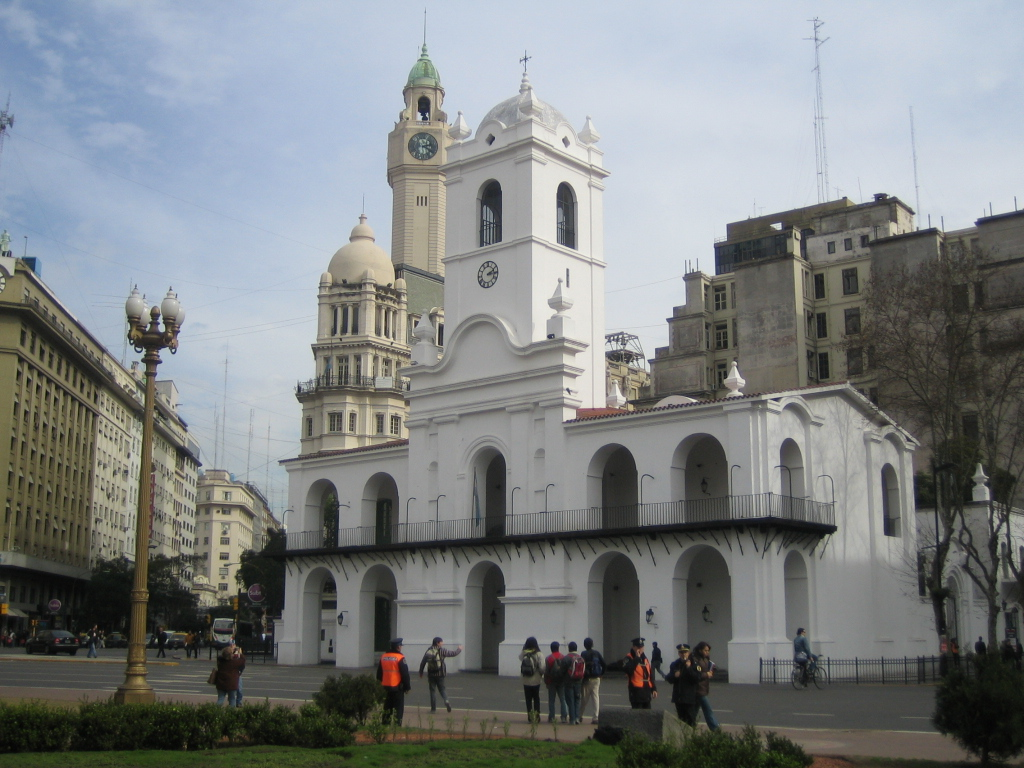
Národní muzeum Cabildo
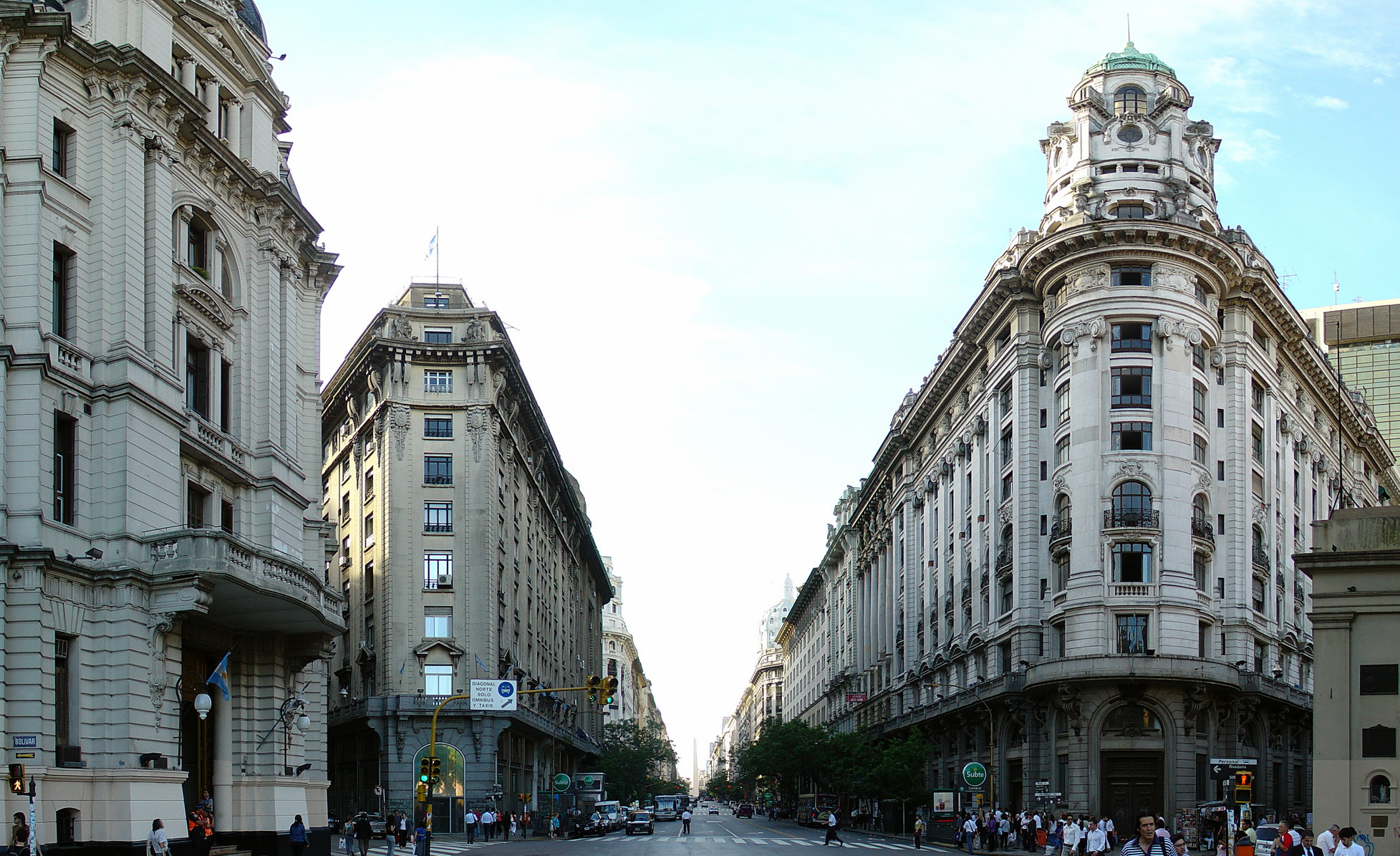
Avenida de Mayo
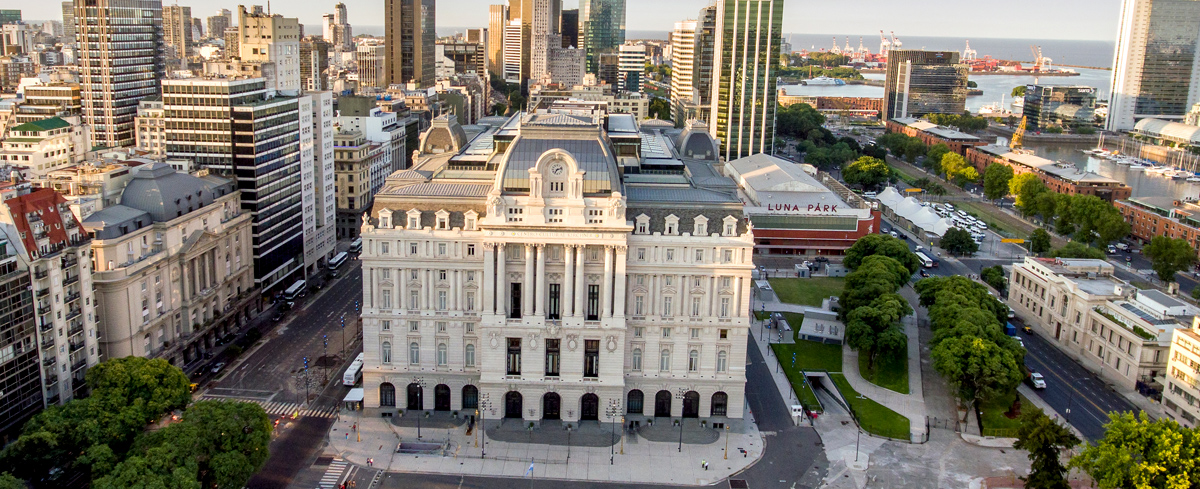
Kirchnerovo kulturní centrum
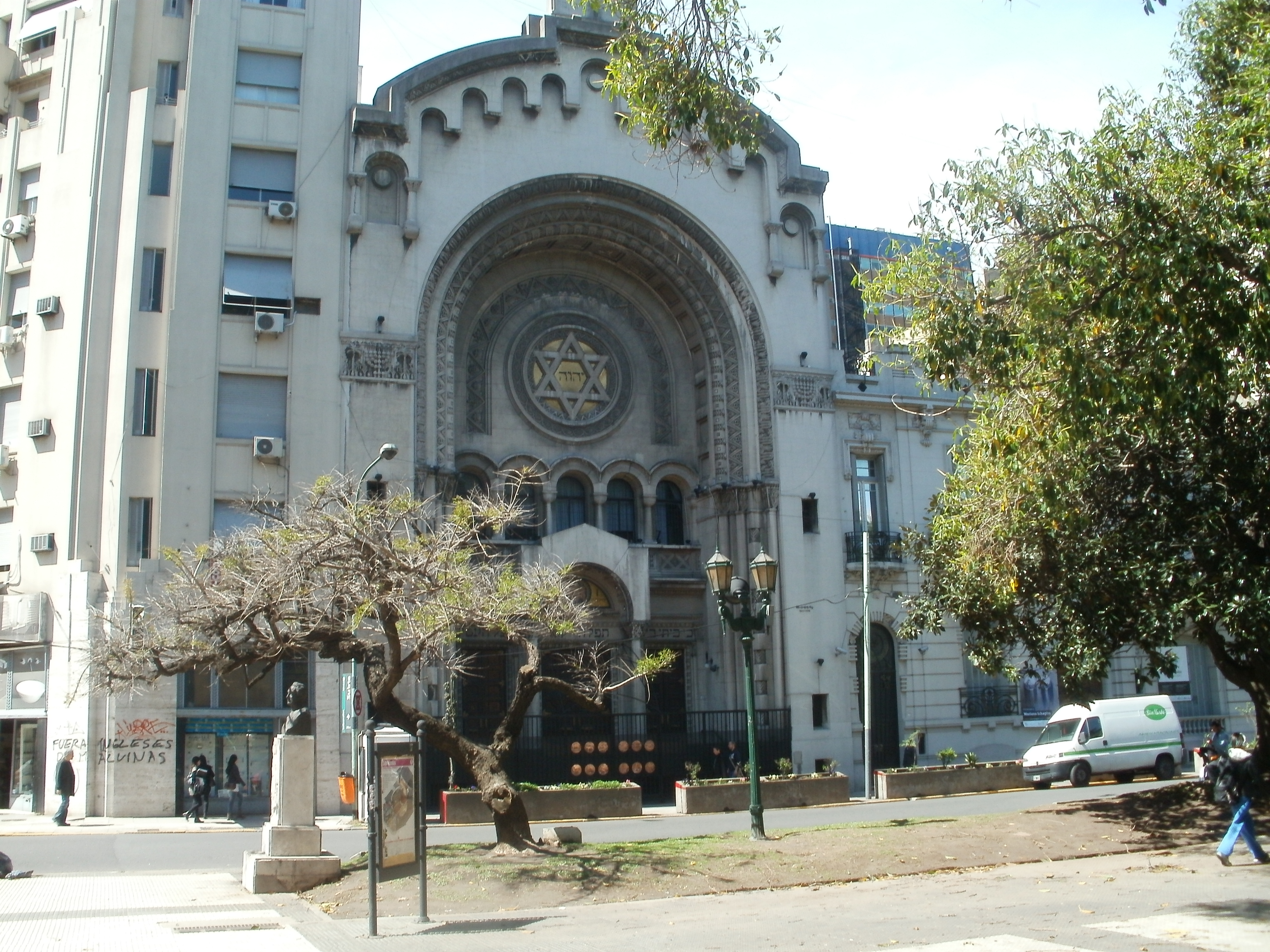
Židovská synagoga
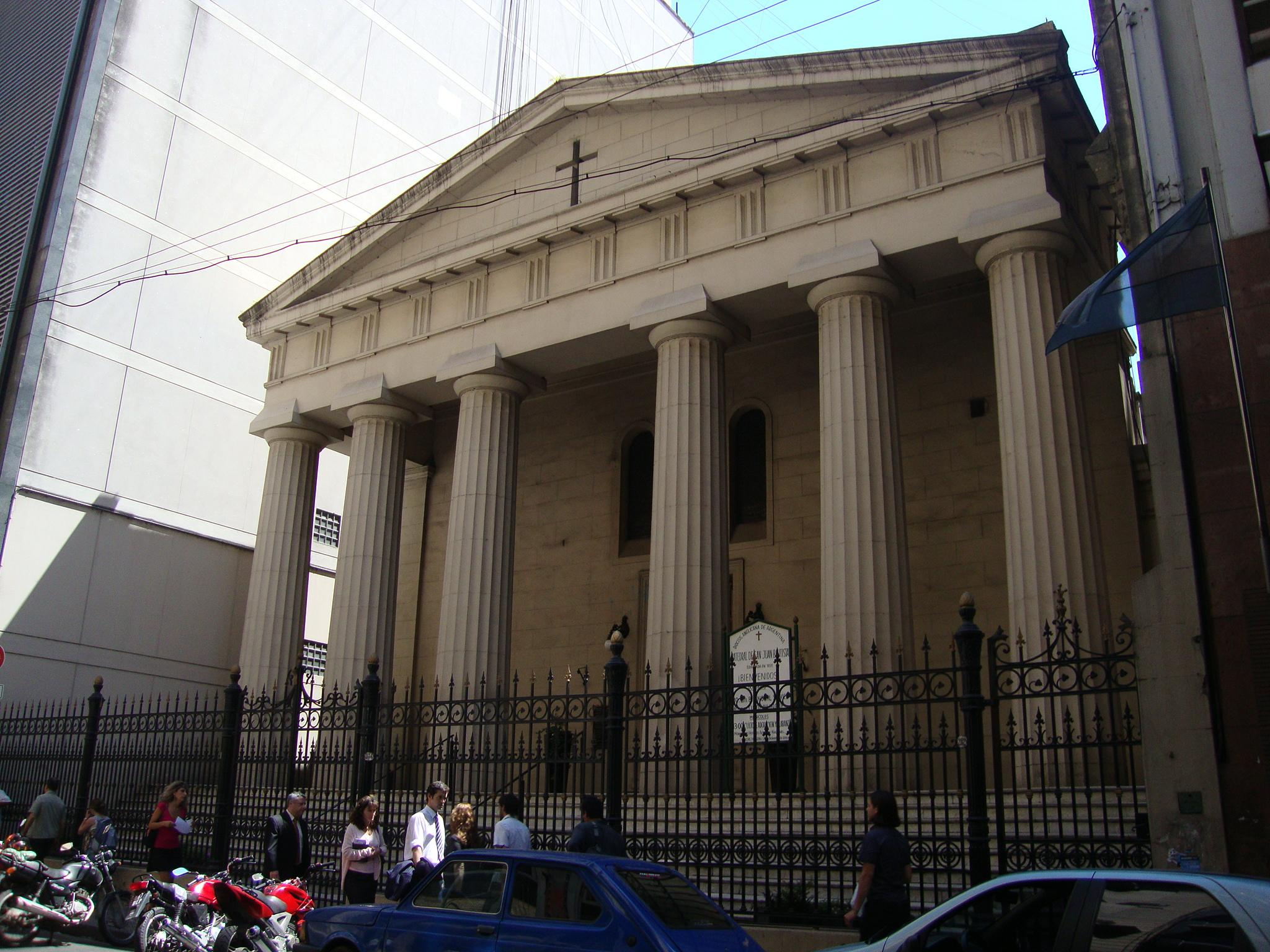
Anglikánská katedrála sv. Jana Křtitele
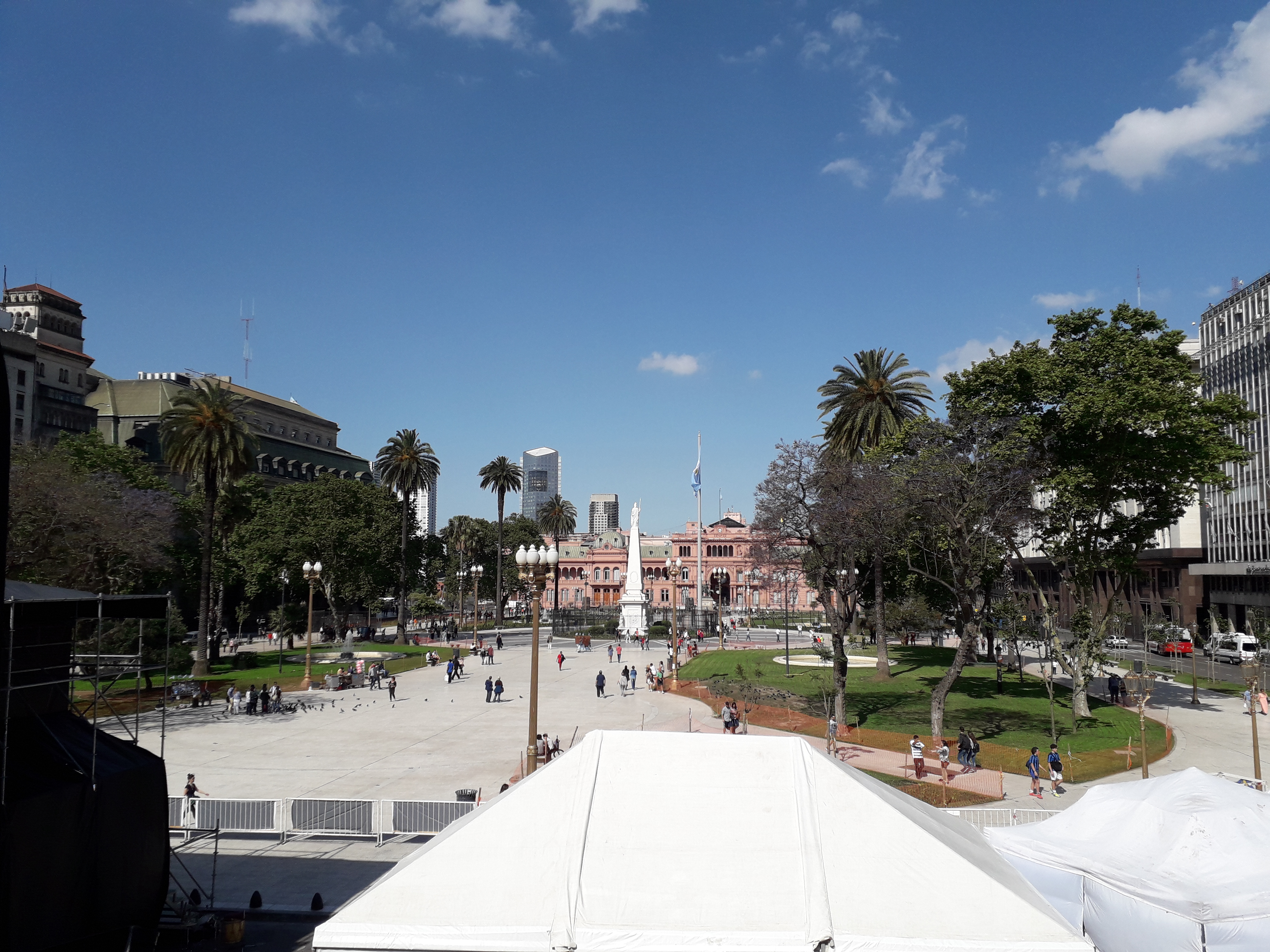
Plaza de Mayo

## Kultura

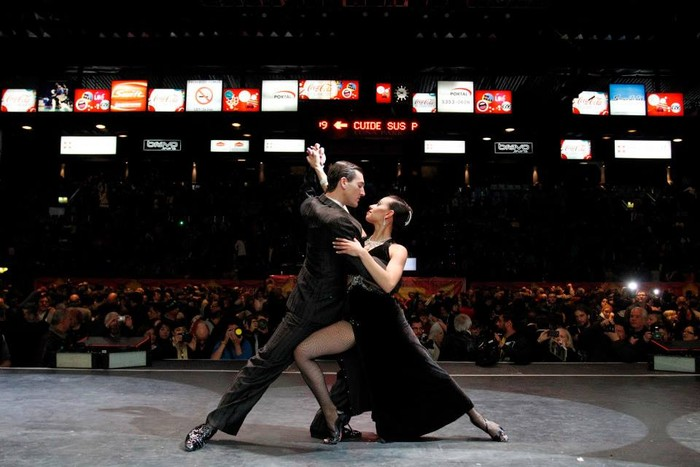
Festival Mundial de Tango

Buenos Aires je silně ovlivněno evropskou kulturou. Město je někdy označováno jako „Paříž Jižní Ameriky“. Každý víkend je v provozu okolo 300 divadel, což řadí město na 1. místo na světě. Je zde několik symfonických orchestrů, stovky knihkupectví, veřejných knihoven a kulturních sdružení. Ve městě se nachází Centro Cultural Kirchner, největší kulturní centrum Latinské Ameriky. Je zde velmi aktivní hudební život. Buenos Aires je místem zrodu tanga a hostí mnoho souvisejících akcí, z nichž nejdůležitější je každoroční festival tanga – Mundial de Tango.

## Náboženství
Na začátku dvacátého století bylo Buenos Aires po Paříži druhým největším katolickým městem na světě. Křesťanství je zde stále nejrozšířenějším náboženstvím (~71,4 %). Průzkum CONICET z roku 2019 o náboženském přesvědčení a postojích zjistil, že obyvatelé metropolitní oblasti Buenos Aires (Área Metropolitana de Buenos Aires, AMBA) byli z 56,4 % katolíci, 26,2 % bez vyznání a 15 % evangelíci, což z něj činí region s nejvyšším podílem lidí bez vyznání. Buenos Aires je také domovem největší židovské komunity v Latinské Americe.

## Móda

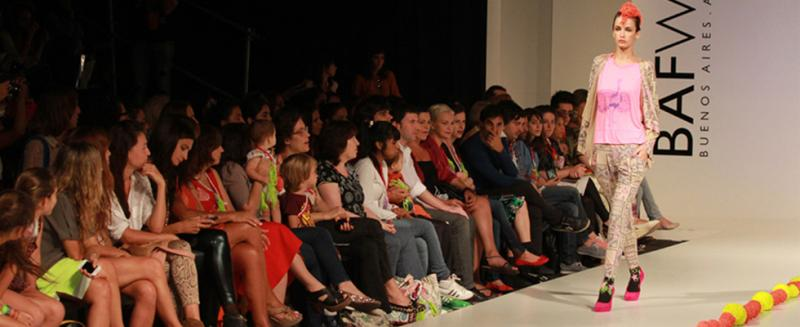
Bafweek – týden módy

Obyvatelé Buenos Aires bývají označováni za „módně uvědomělé“. Národní návrháři vystavují své kolekce každoročně během Buenos Aires Fashion Week (BAFWEEK) a na souvisejících akcích. Akce se koná v únoru a to je v Evropě už po sezóně, takže se jí nedostává velké mezinárodní pozornosti. Přesto město zůstává významným regionálním městem módy. Podle Global Language Monitor je od roku 2017 město 20. hlavním městem módy na světě, druhé v Latinské Americe po Rio de Janeiru. Od roku 2015 se koná International Fashion Film Festival Buenos Aires sponzorovaný městem a firmou Mercedes-Benz. Vedení města také pořádá La Ciudad de Moda („Město módy“), každoroční událost, která slouží jako platforma pro začínající tvůrce.
Módní čtvrť Palermo, zejména oblast známá jako Soho je místem, kde tvůrci představují nejnovější módní a designové trendy.

## Sport

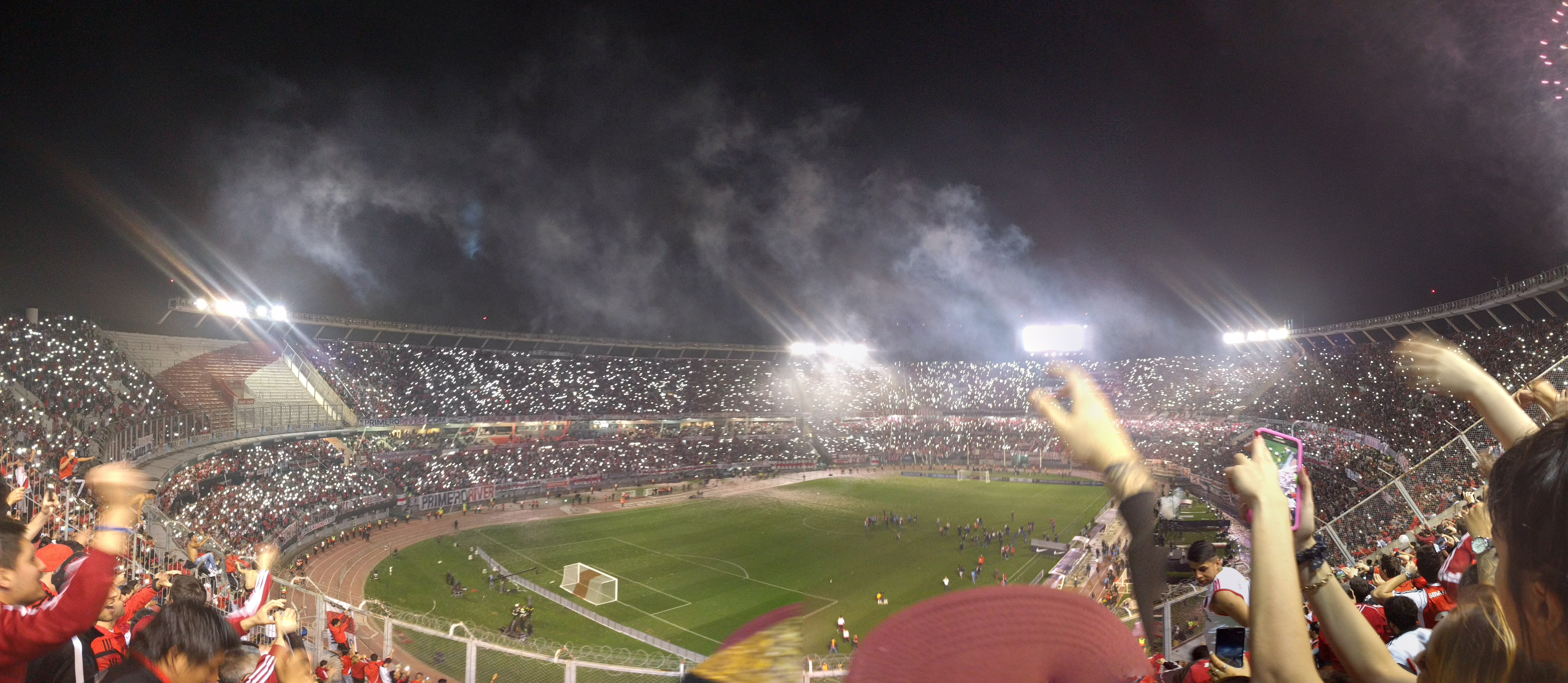
Stadion klubu River Plate

Oblíbenou zábavou obyvatel města je fotbal. Hraje zde 24 profesionálních týmů. Sídlí tu 2 největší argentinské fotbalové kluby River Plate a Boca Juniors i další známější kluby jako San Lorenzo, Vélez Sarsfield, Argentinos Juniors, Huracán a Ferro Carril Oeste. V roce 1978 se zde hrálo finále mistrovství světa ve fotbale. Mezi nejslavnější fotbalisty světa patří Argentinec Diego Maradona.
K dalším oblíbeným sportům patří koňské dostihy, tenis, ragby, box a basketbal.

## Slavní rodáci
- Juan Manuel de Rosas (1793–1877), argentinský politik a voják, dlouholetý guvernér Provincie Buenos Aires v době existence Argentinské konfederace
- Jorge Luis Borges (1899–1986), argentinský spisovatel
- Alfredo Di Stéfano (1926–2014), argentinsko-španělský fotbalista a trenér, dvojnásobný vítěz Zlatého míče
- František (1936–2025), 266. papež katolické církve, římský biskup a suverén státu Vatikán
- Gabriela Sabatini (* 1970), bývalá argentinská profesionální tenistka
- Máxima Nizozemská (* 1971), nizozemská královna-choť
- Javier Zanetti (* 1973), bývalý argentinský fotbalista
- Bérénice Bejo (* 1976), francouzská herečka
- Diego Schwartzman (* 1992), argentinský profesionální tenista

## Partnerská města
Seznam partnerských měst Buenos Aires:
- Asunción, Paraguay
- Barcelona, Španělsko (1985)
- Berlín, Německo (1994)
- Bilbao, Španělsko
- Brasília, Brazílie (2002)
- Cádiz, Španělsko
- Ciudad de México, Mexiko
- Guadix, Španělsko
- Jerevan, Arménie
- Kalábrie, Itálie
- Lima, Peru
- Lisabon, Portugalsko
- Madrid, Španělsko (1975)
- Miami, Spojené státy americké (1993)
- Montevideo, Uruguay
- Moskva, Rusko (1990)
- Peking, Čína (1993)
- Praha, Česko
- Ósaka, Japonsko
- Oviedo, Španělsko (1983)
- Quito, Ekvádor (1992)
- Rio de Janeiro, Brazílie
- Salamanca, Španělsko (2006)
- Santiago de Chile, Chile
- Santiago de Compostela, Španělsko
- Santo Domingo, Dominikánská republika
- Sevilla, Španělsko
- São Paulo, Brazílie
- Tel Aviv, Izrael (1976)
- Varšava, Polsko
- Vigo, Španělsko
- Záhřeb, Chorvatsko